# 매들린 웨스트
매들린 웨스트(Madeleine West, 1980년 7월 26일 ~ )는 오스트레일리아의 배우이다.